# 校長
校長（こうちょう、米: principal、英: head teacher、大学の場合はchancellor、president、provostなどとも）は、学校などの教育機関・教育施設に置かれる最上位の教職員。学校長とも呼ばれるが、学校教育法上の正式な名称ではない。

## 日本における校長
校長は、校務（学校が行う業務）をつかさどり、教員・事務職員・技術職員などの所属職員を監督する。
大学（短期大学・大学校・大学院を含む）においては、他の学校種における「校長」に相当する職位を、法制度上学長（がくちょう）と呼ぶ。学長はその由来や職務の有り方によって総長（旧帝国大学に由来を持つ大学 、学校法人等設置母体の理事長と学長の職務を兼ねる職として等。）、塾長（じゅくちょう、慶應義塾大学の例。なお、学習塾でもこの名称が用いられることがある）、学頭（がくとう。秀明大学）などの独自名で呼ばれることがある。なお私立大学の場合、総長が学長とは異なる職（理事長やその他の職）を指す場合もある。
幼稚園（広義的には、認定こども園を含む）では同様の職位を法制度上、園長（えんちょう）と呼ぶ。また教育機関からは外れるが、保育園でも同様に「園長・所長」の呼び方が使われている。東京都では、特に重要かつ困難な職責を担う校長の職として「統括校長」が制度化されている。
校長を教員の一種とする考え方もあるが、必ずしも教員免許状は必要としない。法制度上通常は別の概念であるとされる。校長の職務には、在学者に対して直接教育を行うことは含まれず、教育を行う場合には校長の職とともに教員の職を兼ねる形となるのが通例である。ただし幼稚園の園長に関しては、教員としてカウントする自治体が多く、実際、小学校併設幼稚園以外の幼稚園の専任園長は、他の教員と同様に現場教育に係わりながら管理職も兼ねるケースも多い。

### 校長の懲戒権
学校教育法（昭和22年法律第26号）第11条および学校教育法施行規則（昭和22年文部省令第11号）第26条に基づいて、校長および教員は、教育上必要があると認めるときは、学生・生徒・児童に懲戒を加えることができる（幼児に対しては規定がなく、また善悪の判断について未成熟であるためできない）。ただし、体罰を加えることはできない。
懲戒のうち、退学・停学・訓告の処分は、それらの処分の重要性に鑑みて、各教員ではなく校長が行うことになっている（大学においては、学長の委任を受けた学部長も同様の処分を行うことができる）。

### 校長への就任資格等

#### 文部科学省所管の学校等
就学前教育・初等教育・中等教育
幼稚園（広義的には、認定こども園を含む）・小学校・中学校・高等学校・中等教育学校・特別支援学校の校長（園長）となるために必要な資格は、学校教育法施行規則第20条・第21条および第22条によって定められている。
『国立学校・公立学校・私立学校を問わず、1級、1種（高等学校を除く）、専修（かつての高等学校の1級を含む）のいずれかの教員免許状を持ち、5年以上教育に関する職にあった者』または、『教員免許状の種類・有無に関わらず10年以上教育に関する職にあった者』の中から任命権者・雇用者（教育委員会や学校法人など）が選考を行うことが多い。教育に関する職は、教諭だけでなく養護教諭や栄養教諭はもちろん、教員免許状が必須ではない実習助手や寄宿舎指導員といった教育職員、さらには行政職員である学校栄養職員や学校事務職員も含まれる。しかし、学校教育法施行規則の改正によって諸条件が緩和され、民間企業の出身者をはじめとした教員以外の経歴を持つ校長（いわゆる民間人校長）も増えつつある。

高等教育
大学・短期大学・大学校・大学院・高等専門学校の学長（校長）となるために必要な資格は、各校種の設置基準（文部科学省令）によって、「学長（校長）となることのできる者は、人格が高潔で、学識が優れ、かつ、大学（高等専門学校）運営に関し識見を有すると認められる者とする。」と定められている。
なお、国立大学法人が設置する国立大学においては、国立大学法人法（平成15年法律第112号）第12条に基づき、法人に設置された経営協議会および教育研究評議会から各々同数ずつ選出された委員によって構成される「学長選考会議」が選考を行うこととなっている。役職名は「学長」であるが、意味は「大学の長」であるため、大学名と重ねて呼称する場合は「○○大学長」となる（○○大学学長とはならない）。
専修学校・各種学校
専修学校の校長となるために必要な資格は学校教育法第82条の7に、各種学校の校長となるために必要な資格は各種学校規程（昭和31年文部省令第31号）第7条にあり、「専修学校（各種学校）の校長は、教育に関する識見を有し、かつ、教育、学術又は文化に関する業務（職又は業務）に従事した者でなければならない。」と定められている。

#### 文部科学省以外の省庁が所管する教育訓練施設
公共職業能力開発施設および職業能力開発総合大学校
公共職業能力開発施設のうち、都道府県立の職業能力開発校、独立行政法人高齢・障害・求職者雇用支援機構立の職業能力開発大学校および職業能力開発短期大学校、国立または都道府県立の障害者職業能力開発校には、校長が置かれる。これらの施設を規定する職業能力開発促進法第16条第6項には「公共職業能力開発施設の長は、職業訓練に関し高い識見を有する者でなければならない。」とされている。また、職業能力開発総合大学校の校長に対しても、職業能力開発促進法第27条第5項の規定により「職業能力開発総合大学校の長は、職業訓練に関し高い識見を有する者でなければならない。」（第16条第6項の準用による）とされている。
防衛省の学校および文教研修施設
陸上自衛隊、海上自衛隊、航空自衛隊の各機関は学校を持っており、自衛隊法第25条第3項において、「学校に、校長を置き、自衛官をもつて充てる。」とされている。また、統合幕僚学校は、防衛省組織令第64条において「校長を置き、自衛官をもつて充てる」とされている。防衛省の文教研修施設（施設等機関）である防衛大学校と防衛医科大学校では、防衛大学校、防衛医科大学校、防衛研究所及び防衛監察本部組織規則第1条の2第2項及び第16条の7第2項において「学校長は、教官をもつて充てる。」とされている。ただし、防衛教官は選考採用、自衛官からの転官または事務官等からの転任も可能であり、2021年に就任した第10代防衛大学校長久保文明の前職は東京大学教授であるなど、ここ数代の防衛大学校長は外部の学識経験者を選考採用している。なお、防衛大学校長は指定職7号俸（陸海空の各幕僚長と同格）、防衛医科大学校長は指定職5号俸（防衛省各局長と同格）と手厚く遇されている。

## 米国における校長

### 免許制
アメリカでは校長などの教育管理職の免許制度の歴史が長い。オハイオ州シンシナティでは1837年頃には2つの等級の校長免許状が発行されていた。またニューヨークでは1854年までに教職に応じた免許状が発行されるようになり、等級Aの免許状をもつ者のみが校長として採用されていた。
教育管理職の免許状を発行していた州では第一次世界大戦後には免許状の分化が進み、1940年代以降になると一般行政職（general administrator）免許状と一般校長（general principal）免許状を発行されるようになった。校長職に関わる免許状を発行する州は、1931年に11州、1948年に24州以上、1957年に45州、1974年までにはミシガン州を除く49州が導入した。さらに1989年以降はミシガン州も校長に免許状を要求する免許状主義を導入している。
アメリカでの校長等の免許状は更新制・上進制であることが多く、有効期間5年とする州が多く、終身有効な免許状を発行する州は少ない。またケンタッキー州など新任校長に対してインターンシップを要求する州もある。

### 免許取得
マサチューセッツ州の場合、校長養成（副校長含む）で初期免許状（initial certificate）を取得するには、1.州内の高等教育機関（大学院）のほか、初等・中等学校長会などの専門職団体、学区チャータースクールなどによる養成プログラム、2.教育指導職アプレンティスシップ・インターンシップ・プログラム（インターンシップ（有償あるいは無償の実地経験）あるいはアプレンティスシップ（ワークショップやセミナーなどを含む総合的な実地学習）を修了後に学区教育長が認可）、3.大学院で経営学や行政学のプログラムを修了した者などを対象にパネル（審査委員会）が審査するパネルリビューがある。

## その他の国における校長
イギリスでは、役職に伴うプレッシャーから校長を避ける状況にあり、1000以上の学校で校長が不在だという。一方、中国では、希望者が殺到する、人気のある職業となっている。要因として、校長の権力が強く、汚職がしやすいという事情が指摘されている。